# Cosa succederà alla ragazza (romanzo)
Cosa succederà alla ragazza è un romanzo giallo del 2014 dello scrittore italiano Franco Ricciardiello.
Il titolo del romanzo, come pure i titoli di ognuno dei 15 capitoli in cui è suddiviso, è tratto dal titolo di una canzone di Lucio Battisti, per la precisione da uno dei 40 brani scritti su testi del poeta Pasquale Panella: Cosa succederà alla ragazza è il diciannovesimo album dell'artista reatino.

## Trama
Dopo una brillante carriera di Pubblico ministero a Roma, il sostituto procuratore della Repubblica Erasmo Mancini ha appena ottenuto il trasferimento a Torino (città dove è nato e si è laureato) in conseguenza della separazione dalla moglie. La nuova assegnazione sarà effettiva solo a fine agosto, ma Erasmo conta di sfruttare il breve periodo di ferie per dedicarsi al suo hobby di autore di libri sulla musica: ha intenzione infatti di scrivere un testo sugli ultimi dischi di Lucio Battisti.
Al suo arrivo in una Torino deserta in agosto viene accolto da Mauro Ferrando, suo ottimo amico ed ex compagno di studi universitari, commissario della Polizia inquirente. Il procuratore, in partenza per le ferie estive come la maggior parte dei colleghi magistrati, prega Erasmo di affiancare ufficiosamente Mauro Ferrando nell'indagine sulla scomparsa di Magda, una bambina di dieci anni avvenuta a Moncalieri, nella periferia torinese.
L'incarico apparentemente non dovrebbe impedire a Erasmo di scrivere il suo libro, ma l'inchiesta si aggroviglia: si scopre che la vittima di un pirata della strada, uccisa poco tempo prima sulla collina di Torino, è in realtà Valentina, una ragazza scomparsa nel nulla dieci anni prima a Ivrea, rapita con un furgone mentre andava a scuola; un caso insoluto, e per giunta si trattava proprio della prima indagine di Erasmo appena entrato in magistratura. Cosa è stato per tutto questo tempo della bambina?
Mauro Ferrando ipotizza un collegamento con la scomparsa della bambina di Moncalieri, e i due amici trovano indizi che avvalorano questa tesi. Erasmo ha l'impressione di essere “manovrato” da Mauro quando l'amico lo mette in contatto con Marina Cattani, che da bambina è stata l'unica testimone oculare del sequestro di Valentina dieci anni fa: il caso vuole che Marina, studentessa all'università di lingue orientali, gestisca un negozio proprio sotto casa dei due amici.
Il carattere di Erasmo Mancini lo porta a non avere un buon rapporto con i media e l'antipatia è ricambiata. Mentre i due amici cercano conferme all'ipotesi di una stessa mano dietro i due rapimenti, i giornali propendono per una trama più morbosa, una “tratta delle bianche” tra l'Italia e i Balcani.
Dopo aver coinvolto Erasmo nelle indagini, Mauro non dimentica che l'amico è ancora in ferie, e che dopo il naufragio del suo matrimonio ha bisogno di distrazioni; gli fa conoscere una sua amica, che appare interessata, ma il giovane magistrato è restio a lasciarsi coinvolgere. La prossimità del negozio di Marina Cattani, dove Erasmo si rifornisce di prodotti per la sua dieta vegetariana, fa sì che tra i due si stabilisca un curioso rapporto di amicizia, basato sul fatto che la ragazza ama la musica, ma non conosce la discografia di Battisti, che lui s'impegna a farle apprezzare.
In accordo con il magistrato incaricato, ricoverato in ospedale per una malattia terminale, Mauro e Erasmo lavorano all'ipotesi che Valentina sia stata tenuta segregata per dieci anni vicino al punto luogo è stata investita e uccisa, e riprendono le indagini nell'entourage di Valentina. Il tempo stringe, tutti sono consapevoli del fatto che la maggior parte dei casi di scomparsa di minori si risolve in poche ore, al massimo giorni. Una psichiatra, consulente della Procura, compila un profilo criminale del possibile colpevole, e Mauro Ferrando fa una scoperta sensazionale: una delle case sottoposte a controllo appartiene al defunto Nelson Blasi, italo-argentino che si era fatto una sinistra notorietà come organizzatore di festini SM. Le forze dell'ordine compiono un'ispezione, ma la famigerata “camera delle torture” nei sotterranei è abbandonata e inutilizzata. Tuttavia il dispiegamento di forze attira l'attenzione della stampa, che la trasforma in un insuccesso della Procura. Tra l'altro diventa di pubblico dominio il fatto che gli inquirenti ipotizzano un collegamento tra le due bambine scomparse a dieci anni di distanza.
Marina Cattani viene così a sapere dal giornale che Erasmo è il PM che indaga sulla scomparsa della sua amica d'infanzia; anche se ferita dalla sua mancanza di sincerità, lo invita a casa propria in occasione della trasmissione TV che avvalora una pista investigativa completamente diversa, nella quale le persone indagate sono contigue a un giro di prostituzione organizzato da italiani in Romania. Purtroppo anche il procuratore appena tornato dalle ferie ha visto la trasmissione, e chiede ragione a Erasmo sul fatto che non si sia percorsa la pista portata all'attenzione dell'opinione pubblica, avvalorata anche da alcuni inquirenti. Il chiarimento ha luogo durante una riunione generale in Procura nella quale Erasmo e soprattutto Mauro dimostrano l'inconsistenza di ipotesi alternative. Il procuratore concede qualche giorno per concretizzare la pista.
Quando tutto sembra compromesso, e i due amici hanno l'impressione di girare intorno a una soluzione che hanno sotto gli occhi, sarà Marina Cattani a fornire involontariamente gli indizi per trovare il luogo in cui è segregata Magda e arrestare il suo rapitore che è effettivamente lo stesso che aveva catturato Valentina. Erasmo e Mauro devono intervenire all'ultimo momento e di persona insieme alle forze dell'ordine prima che sia troppo tardi. Risolto brillantemente e in sole tre settimane il caso di Magda, Erasmo Mancini deve ora recuperare il suo rapporto di amicizia con Marina Cattani, che forse si sente usata da lui per attirare in trappola il rapitore di bambine.

## Personaggi
Protagonisti
- Erasmo Mancini, 36 anni, sostituto procuratore della Repubblica; separatosi dalla moglie, è tornato da Roma alla città natale, Torino, e si trova in ferie prima di prendere servizio effettivo.
- Mauro Ferrando, 37 anni, commissario di polizia
- Marina Cattani, 20 anni, studentessa di Lingue orientali, dopo la morte della madre e in assenza del padre, che vive all'estero, gestisce un negozio di alimentazione naturale; da bambina è stata testimone oculare del rapimento di Valentina Gadda.

Altri personaggi
- Bianca, è la donna del momento del commissario Mauro Ferrando.
- Nelson Blasi, ex diplomatico, organizzatore di incontri sadomaso.
- Curzio Curzi Irigaray, procuratore della Repubblica.
- Domiziana, amica di Bianca.
- Giaime Lupi, PM titolare incaricato delle indagini sulla scomparsa di Magda Santantoni.
- Prof.ssa Ruksans, psichiatra di origine lituana che compila il profilo criminale del rapitore di bambini.
- Magda Santantoni, bambina rapita poco prima del ritorno di Erasmo Mancini a Torino.
- Valentina Cabra, compagna di scuola di Marina, scomparsa all'età di 10 anni.

## Critica
Dopo tre romanzi di fantascienza, due dei quali apparsi su Urania, Franco Ricciardiello prosegue nel campo della letteratura di genere; è del 2005 il premio Gran Giallo Città di Cattolica sponsorizzato da Mondadori, e con l'eccezione di un giallo in edizione a tiratura limitata, Cosa succederà alla ragazza è il suo esordio nella letteratura d'indagine. Forse anche per questa ragione il romanzo affronta un tema presente con continuità nelle cronache e nell'opinione comune, benché ancora poco esplorato dalla letteratura di genere: il rapimento a scopo sessuale, indicativo del fatto che nella realtà la maggior parte dei crimini più raccapriccianti vengono commessi da personaggi che nella quotidianità paiono inoffensivi.
La figura del protagonista che svolge l'indagine, il sostituto Procuratore della Repubblica Erasmo Mancini, è una scelta anomala nel panorama della detection italiana, dove di solito si predilige una serie di investigatori che vanno da appartenenti alla Polizia di Stato o ai Carabinieri, al detective privato, fino al giornalista, mentre secondo l'ordinamento giuridico italiano il titolare delle indagini sui reati è il Pubblico ministero.
Erasmo Mancini ha in effetti pochi precedenti illustri: forse il protagonista di Porte aperte di Leonardo Sciascia potrebbe rappresentarne l'archetipo morale, ma dal punto di vista narrativo è figlio di quella lunga tradizione che ha trasformato la figura dell'investigatore, lungo una linea che va dall'hard boiled del Philip Marlowe di Raymond Chandler al “politico” rappresentato dal Pepe Carvalho di Manuel Vázquez Montalbán per il finire con il “procedurale” del Salvo Montalbano di Andrea Camilleri. Non è un caso che siano questi i tre investigatori di fiction citati esplicitamente nel testo, quando Erasmo Mancini tende a giustificarsi per la propria distanza dal cliché del detective letterario classico, né è un caso che Ricciardiello nomini gli stessi tra i propri preferiti nel genere giallo.
La struttura del romanzo, pur rimanendo all'interno dello statuto di genere, è il risultato di una riflessione sui meccanismi della scrittura avviata dall'autore a partire dagli anni novanta, quando cioè Ricciardiello ha cominciato lentamente a staccarsi dal genere fantascientifico per cercare nuove vie. Il tema più importante di Cosa succederà alla ragazza sembra essere quello della memoria, intesa come serbatoio di eventi ancora da manifestare: il 1998, anno della morte di Lucio Battisti, diventa dunque l'origine di un percorso, una rete di rimandi e connessioni che arrivano fino al “tempo presente” della narrazione, il 2008, quando l'indagine raccontata nel romanzo chiude una ferita, o un quesito narrativo, aperta con il rapimento della prima bambina e il conseguente arenarsi di un'inchiesta in cui Mancini era solo un personaggio di secondo piano.
In questo meccanismo, la distanza di scrittura tra l'autore e i personaggi sottolinea un tentativo di presentare la vicenda con la massima oggettività possibile; l'effetto ottenuto da questa distanza tra materiale e narrazione rappresenta uno status di “neutralità scientifica” di temi altrimenti scabrosi. Ogni personaggio, ogni sottotraccia, ogni gesto, ogni vicenda diventano tessere di un puzzle che al termine della narrazione vanno inesorabilmente a mettersi al loro posto, e Lucio Battisti assume un ruolo all'interno del complesso meccanismo psicologico di Mancini, fino a rappresentare un ideale controcanto che scandisce le tappe del disvelamento investigativo.
Altro tema di un certo rilievo nella trama è l'importanza, o l'invadenza, dei mezzi di comunicazione di massa, che arrivano al punto di condizionare un'indagine su un reato. Il comportamento del protagonista nei confronti della stampa, e ancora di più della televisione, è una negazione della priorità del diritto di informare rispetto alle esigenze dell'inchiesta, e per estensione rispetto alla scoperta della verità. Questo aspetto della personalità di Mancini rischia di essere considerato “originale” dai lettori: l'idea infatti che la realtà sia qualcosa di diverso dal mezzo di comunicazione di massa che l'illustra è per il cittadino italiano un concetto difficile da digerire, dal momento che il suo sguardo non è più in grado di posarsi sulla realtà, ma solo sulla sua astrazione.

## Edizioni
- Franco Ricciardiello, Cosa succederà alla ragazza, coll. Crimen, Cordero editore, 2014,  pp. 234, ISBN 9788898130184.
- Franco Ricciardiello, Cosa succederà alla ragazza, coll. Delos Crime, Delos Digital, 2023, ISBN 9788825425307.